# スタラグ・ルフト III

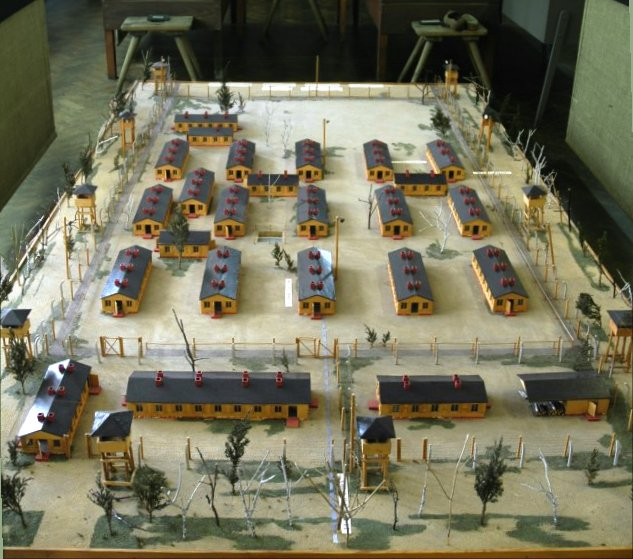
博物館に展示されている「スタラグ・ルフト III」の模型

スタラグ・ルフト III（Stalag Luft III：Stammlager Luft、第三航空兵基幹収容所）は第二次世界大戦中にドイツ空軍が運営していた捕虜収容所であり、捕虜とした敵国の空軍軍人（航空機搭乗員）を収容した。この収容所は、ベルリンの南東100 ml (160 km) の低地シレジア県、ザーガン（現在のポーランド、ジャガン）の街の近郊にあった。
この場所はトンネル掘削による脱走が困難なことから選定されたが、この収容所はトンネルを使用した有名な2つの捕虜の脱走で最も知られている。この脱走は、映画『大脱走』（1963年）と『木馬』（1950年）に描かれ、この各々の原作は元捕虜のポール・ブリックヒルとエリック・ウィリアムズにより著された。

## 収容所

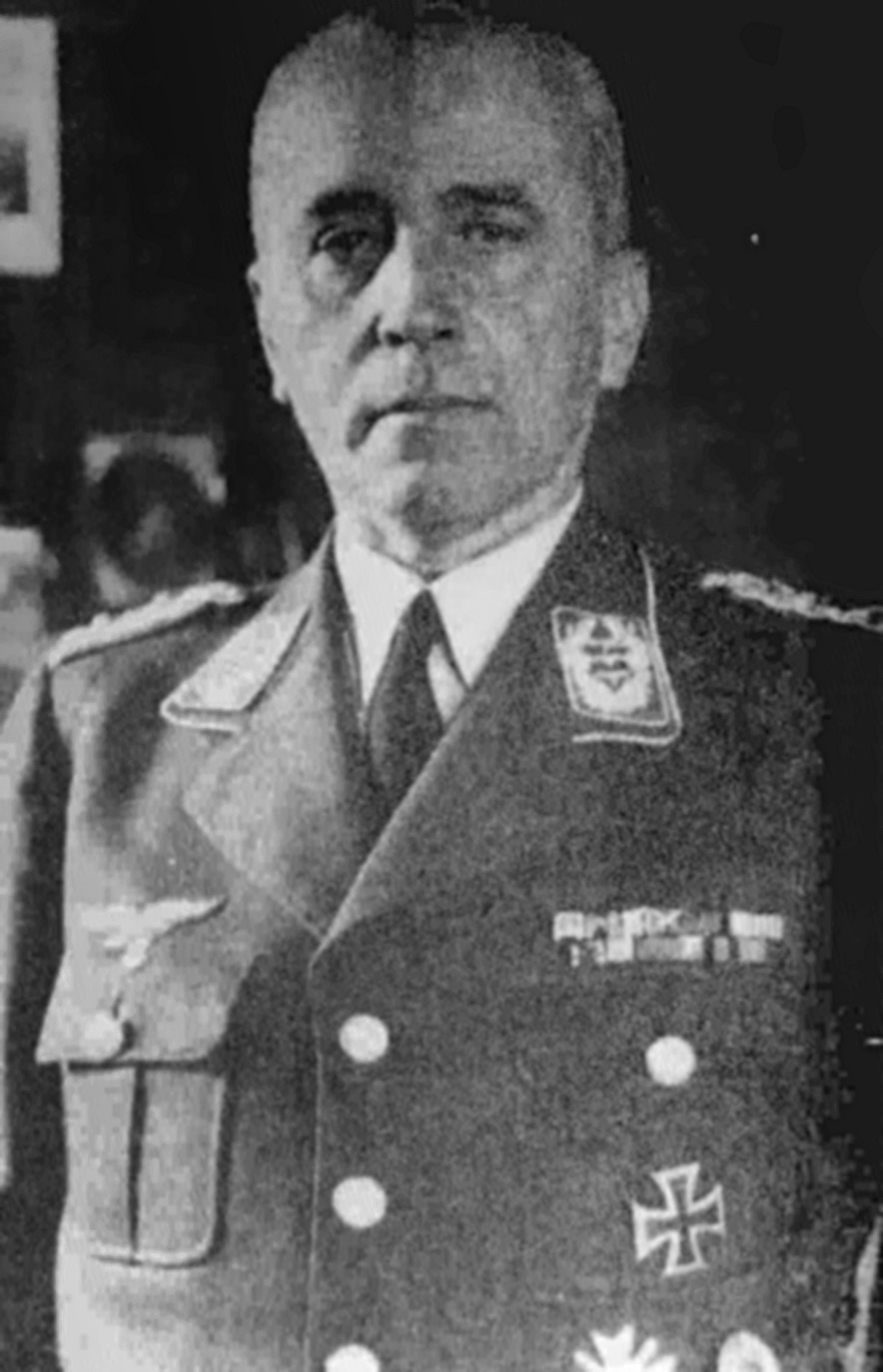
スタラグ・ルフト III のフリードリヒ・ヴィルヘルム・フォン・リンダイナー＝ヴィルダウ所長

将校専用の収容所だったにもかかわらず、この収容所はドイツ空軍独自の専門用語としては「オフラグ」（Oflag：Offizier Lager、将校収容所）よりも「スタラグ」として言及された。後に収容所は拡張され下士官も収容するようになった。ドイツ空軍により捕虜となった艦隊航空隊（英海軍）の航空兵も空軍として扱われ、区別はされなかった。時によっては航空兵以外も収容された。
収容所の最初の収容区画（東区画）が1942年3月21日に完成し、開所された。スタラグ・ルフト IIIに最初に収容された捕虜、彼らが自称するところの「クリーギーズ」（kriegies："Kriegsgefangener"から）は、1942年4月に到着した英空軍（RAF）と艦隊航空隊の将校であった。元々は英軍の軍曹用に用意された中央区画が1942年4月11日に完成したが、1942年末にはアメリカ軍兵員に入れ替えられた。「大脱走」の舞台となった英軍航空兵用の北区画が1943年3月29日に開かれ、アメリカ人用の南区画が1943年9月に開設された。続く数ヶ月でかなりの数のアメリカ陸軍航空軍（USAAF）の捕虜が収容所に到着し始め、1944年7月には米軍将校用の西区画が開設された。各区画は15戸の平屋の小屋で構成され、各々が10 ft (3.0 m) x 12 ft (3.7 m) の広さの就寝区画に15名が5つの3段ベッドに分かれて寝ていた。最終的に収容所は面積で60 ac (24 ha)、収容者は約2,500名の英空軍将校、約7,500名のUSAAFの兵員と約900名のその他の連合国軍の空軍将校と数名の補助将校の合計10,949名になった。
この捕虜収容所は、脱走が非常に困難なように幾つかの設計上の特徴を有していた。特に脱走トンネルは幾つかの要素により計画の企てを阻まれていた。最初に収容所のバラックの建物は、歩哨が如何なるトンネル掘削工事でも発見し易いように地面から数インチ離されて建てられていた。2番目に収容所自体が砂礫地層の上に建設されており、この砂は明るい黄色であるため何者かがこれを地面（灰色の土）に捨てたり、あるいは衣服に付着しただけでも発見が容易であった。加えて、緩く磐石ではない砂礫地質ということはトンネルの構造的な強度が非常に脆弱であることを意味していた。トンネル掘削の3つ目の障害は、収容所の境界線に設置された地表の直ぐ下の如何なる掘削音も探知できると期待された地震計測用マイクロフォンであった。
最初に成功した脱走は1943年10月に東区画で発生した。現代のトロイアの木馬を彷彿させる手法で、捕虜達は赤十字からの荷物の梱包に使用されていた合板を使って跳び箱を製作した。跳び箱の中には人間、工具、泥の収納袋を隠せるように設計されていた。跳び箱は毎日境界柵近くの同じ場所に持ち出され捕虜達がその上で運動している間に跳び箱の中ではトンネルが掘られていた。毎日の終業時にトンネルの入り口に木製の蓋が戻され、表面に泥が被された。運動は跳び箱の本当の目的を隠蔽するためだけでなく、マイクロフォンに掘削の音を探知されないように音を立て続けるためでもあった。3ヵ月間でミッシェル・コドナー（Michael Codner）中尉、エリック・ウィリアムズ大尉とオリバー・フィルポット大尉の3名の捕虜が一時に1名か2名で交代してボウルをシャベル代わりに使用し、金属製の棒で地表に空気穴を開けて100 ft (30 m) 以上のトンネルを掘り進んだ。入り口付近以外の土は地上には持ち出されなかった。1943年10月29日の夜にコドナー、ウィリアムズとフィルポットは脱走を実行した。ウィリアムズとコドナーはシュテッティンの港にたどり着き、デンマーク船に乗り込み最終的に英国に帰還した。ノルウェー人のマーガリン製造者を装ったフィルポットはダンツィヒ（現在のグダニスク）までの列車に乗ることができ、そこからストックホルム行きのスウェーデン船に乗り込み、その後英国に送還された。長い間「大脱走」の陰に隠されていたこの脱走は、ウィリアムズの著書『Goon in the Block』（後に『The Wooden Horse』に改題）とフィルポットの『Stolen Journey』に記録され、1950年の映画『木馬』になった。

### 収容所の生活

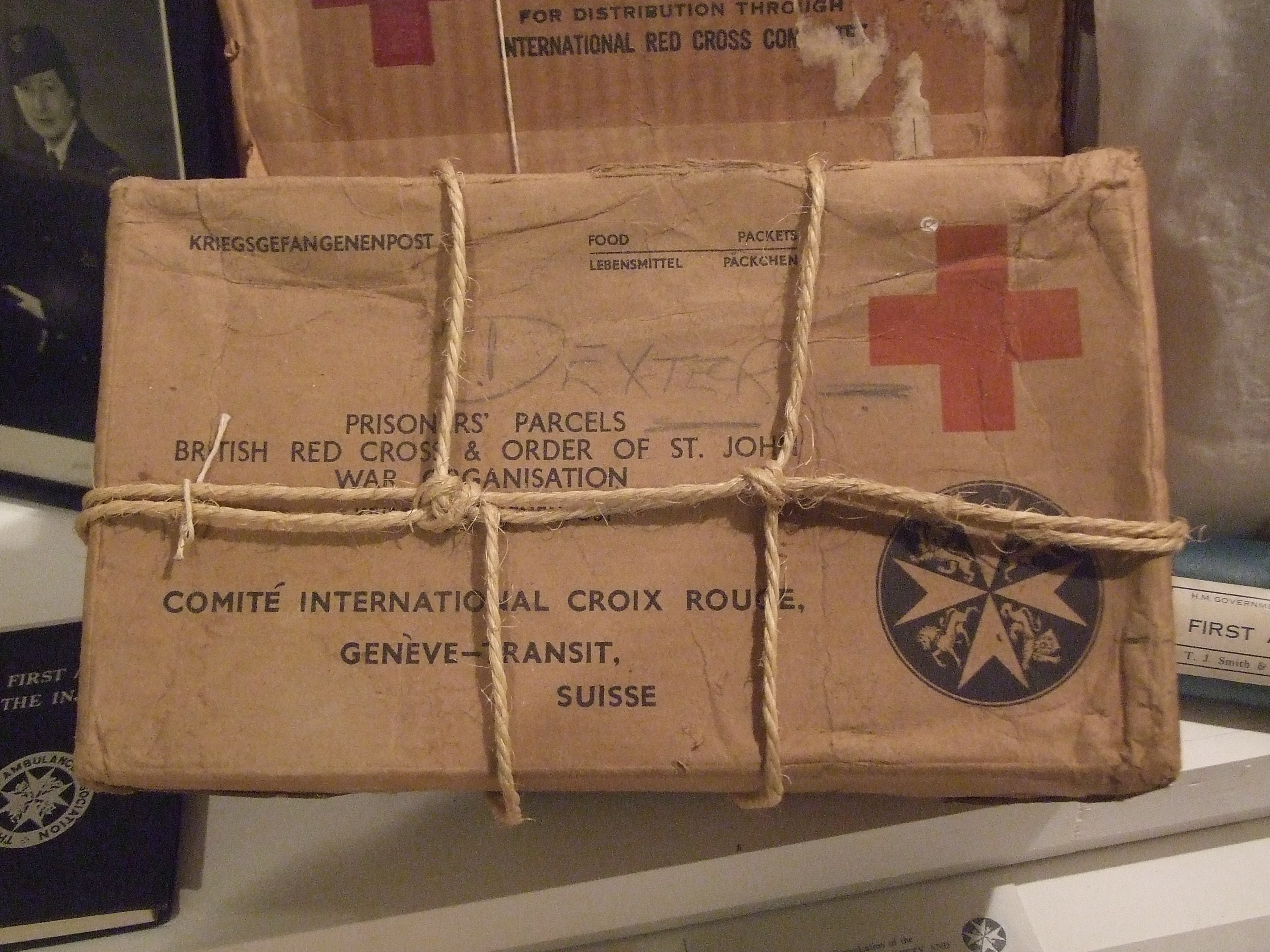
英赤十字社から捕虜宛の小包

通常の健康な活動しない人に推奨される1日の摂取する食べ物は2,150 kcalである。スタラグ・ルフト IIIは、「非労働」のドイツ人の民間人用に規定されている1日当たり1,928 kcalの糧食を支給し、残りは英赤十字社からの小包と捕虜の家族から送られてくる品々で補填していたほとんどの収容所では慣習として赤十字社からと個人宛の小包は一旦集められ個々人に平等に分配された。収容所には「フーダコ」（Foodacco）と呼ばれる公式の内部での交換制度もあり、捕虜達はどのような配給品でも「ポイント」で売ることができ、そのポイントは他のもので「使用」することができた。ドイツ側は捕虜の将校に給与と同等額を収容所内通貨（ラーガーゲルト：Lagergeld）で支給し、ドイツ側の監督下で製造を許可されたものであれば購入することができた。3カ月毎に販売するために酒保で弱いビールを作ることが許可された。下士官は如何なる「給与」も支給されず、収容所では将校が自身の給与の1/3を下士官が使用するために供出することが慣例となっていたが、スタラグ・ルフトIIIでは「ラガーゲルト」の全額が共同利用のために徴収された。英政府は捕虜の軍人給与から収容所内給与を差し引く方針であったため、その他の収容所では共同利用徴収はされなかった。それによりスタラグ・ルフト IIIの英軍の酒保の売り上げの多くは米軍将校によるものであった。
スタラグ・ルフト IIIは、ドイツ国内のどの捕虜集所よりも充実したリクリエーション活動が組織されていた。各区画には運動場とバレーボールのコートが付属しており、捕虜達はバスケットボール、ソフトボール、ボクシング、タッチフットボール（touch football）、バレーボール、卓球やフェンシングといったものに参加し、そのほとんどでリーグが組まれていた。消火用に貯水されている 20' x 22' x 5' のプールは「場合によっては」泳ぐことができた。
多くの捕虜達が語学、工学や法律といった資格をとるために利用できる学校設備を持つかなりの規模の図書館があった。試験は赤十字社により差し入れられ、収容所内の捕虜の中で大学のマスターといった教員がこれを監督した。捕虜達は劇場も建て、隔週でウエスト・エンドでかけられている最新の劇を高い完成度で再現していた。捕虜達は収容所の放送設備を使用して「KRGY局」（戦時捕虜を意味するKriegsgefangenerを略して）と名付けてニュースと音楽をラジオで放送し、週4回発行される「サーキット」（Circuit）と「クリーギー・タイムズ」（Kriegie Times）という2種類の新聞を発行した。
工作員の浸透を防ぐために収容所へ入る新入りは、新入りに見覚えがある収容所内の捕虜2名による身元の裏付けが必要とされた。この裏付けが取れない新入りは厳しい尋問を受け、潔白と思われるまで常時ついて回る当番捕虜が割り当てられた。この方法により幾人かの工作員が発見され、ルフト IIIで工作員が発見されなかった事例は無かった。ドイツの歩哨は「"Goons"」（間抜け）と呼ばれたが、歩哨自身は言外の意味が分からず言葉の意味が「"German Officer Or Non-Com"」（ドイツの将校か下士官）と説明されると喜んでこの綽名を受け入れた。歩哨はどこに行こうとも捕虜について回られ、これにより歩哨の居場所を他の捕虜に警告する綿密なシステムが構築されており、歩哨の動きは捕虜の当番将校が持つ記録簿に細かに記録された。捕虜が「当番パイロット」（"Duty Pilot"）と呼ぶこのシステムをドイツ側は効果的に止めさせることができず黙認していたが、ある時この記録簿はフォン・リンダイナー所長がこっそりと数時間早く任務を早引けした2名の歩哨の処分をするために使用された。
収容所に勤務する800名のドイツ空軍の歩哨は、主に戦闘任務には適しない高年齢と長期の任務から帰還、又は戦傷から回復した若者により構成されていた。歩哨がドイツ空軍の人員であったためルフト IIIの捕虜は、ドイツ国内の他の収容所の捕虜が受けたと思われるものよりも格段に良い取り扱いをされた。戦前は歴史、地理学、民俗学の教授で英語、ロシア語、ポーランド語、チェコ語を含む数か国語が話せた副収容所長のグスタフ・ジモライト（Gustav Simoleit）は、1943年初めにザーガンに転属となると連合国軍の航空兵に同情を示し、戦争捕虜に対して軍礼を示すことを禁じた命令を無視してルフト IIIの捕虜の葬儀を最大の軍隊儀礼をもって執り行い、この中の一人にはユダヤ人の航空兵も含まれていた。

### 解放
1945年1月27日真夜中の直前にソ連軍兵士の接近に伴い捕虜は最終目的地のシュプレンベルクに向け収容所から行進させられた。34マイル (55 km)を行進した後に捕虜はバート・ムスカウに到着し、シュプレンベルクまでの残り16マイル (26 km)の行進の前に30時間の休息をとった。1月31日に南区画と200名の西区画からの捕虜が列車でモースブルクのスタラグ VII-Aへ送られ、2月7日には中央区画の捕虜がこれに続いた。シュプレンベルクにいた北区画、東区画と残りの西区画の捕虜は2月2日にニュルンベルクのスタラグ VIII-Dへ移送された。米軍が接近してきた4月13日にスタラグ VIII-Dの米軍兵士はスタラグ VII-Aへ行進させられた。4月20日に捕虜の大部分はスタラグ VII-Aに到着したが、その一方で多くの捕虜が途中で脱走し、ドイツ側の歩哨もこれを止めようとはしなかった。4月29日に米第14師団がスタラグ VII-Aを開放した。

## 著名な捕虜
スタラグ・ルフト IIIには著名な軍人達が収容されていた。ニュージーランド空軍（RNZAF）のフィル・ラマソン少佐は、当初ブッヘンヴァルト強制収容所でも収容されていた168名の連合国軍航空兵員の先任士官であった。スタラグ・ルフト IIIで7カ月以上を過ごしたチャールズ・サンドマン ジュニアは、入所時に190 lbp あった体重が出所時には125 lbp になっていた。サンドマンは、日記に厳しい冬と米赤十字社から送られてきた食料の確保に苦労したことを記している。
北アフリカで米第319爆撃隊の指揮官だったデイビッド・ジョーンズは、2年半の間スタラグ・ルフト IIIに収容されていた。ジョーンズの伝記によると彼は「ハリー」トンネルの掘削の期間これを指揮していた。1942年初めにジョーンズは、1941年12月の真珠湾攻撃とその後のアメリカ本土砲撃の報復として実施されたドーリットル空襲に参加していた。航空殊勲十字章を受賞したUSAAFのローバート・ポリッチ シニアは、後に2008年のミネソタ・グレーテスト・ジェネレーション（the Minnesota's Greatest Generation）の短編映画祭に参加した短編映画『レッド・リーダー・オン・ファイア』（Red Leader on Fire）に採り上げられた。
「ヘラジカ・ミラー」（"Moose Miller"）と綽名されるカナダ人のゴードン・ミラー（Gordon Miller）大尉は、ドイツ軍の銃口下で1日の掘削分の土を隠した跳び箱を躓きもせず毎日出し入れするのを手伝った。ミラーは破損したビッカース ウェリントン機を飛行中に修理し、搭乗員を無事にパラシュート脱出させた功で航空殊勲十字章を受賞した。
カナダ空軍のジョージ・ハーシュ（George Harsh）大尉は、大脱走の実行委員会の一員で収容所の「保安将校」（"security officer"）であり、脱走の少し前にスタラグ VIII-Cに移送された19名の「容疑者」の中の一人であった。1910年にジョージア州の裕福で著名な一家に生まれたハーシュは、医学生時代の1929年に行商人を快楽殺人したことを告白して終身刑を宣告された。彼は緊急の虫垂切除術を行って囚人仲間の命を救ったことにより、ジョージア州知事のユージン・タルマッジは1940年11月にハーシュの仮釈放を認め、最後には完全に赦免された。その後ハーシュは尾部銃手としてカナダ空軍に入隊し、1942年に撃墜された後でスタラグ・ルフト IIIに送られた。1971年に彼は自伝を出版し、これはドイツ語とロシア語に翻訳された。
スタラグ・ルフト IIIの収容者の中には芸能界で著名な経歴を辿った者もいた。英国の俳優ルパート・デービスは収容所内の劇場で上演された作品で多くの役を演じた。彼が演じた最も有名な役はBBCで1960年から1963年にかけて52話が放映されたメグレ警部・シリーズの『メグレ』と映画『寒い国からきたスパイ』でのジョージ・スマイリー（George Smiley）役であろう。俳優のピーター・バターワースと作家のタルボット・ロズウェルは収容されたスタラグ・ルフト IIIで友人となり、後に映画『キャリー・オン』で共に仕事をした。英領ガイアナ生まれで歌手のサイ・グラントは英空軍で大尉で2年間の捕虜生活を送ったが、その中にはスタラグ・ルフト IIIに収容されていた期間が含まれていた。戦後にグラントは法廷弁護士の資格を取得したが、歌手、俳優、作家になった。グラントは英国のテレビで初の黒人の常連出演者となり、BBCの番組『トゥナイト』で南国のカリプソを歌っていた。米国で最初の著名な天気予報士となったウァリー・キーナンもこの収容所にいた。
スタラグ・ルフト IIIには政治の世界で頭角を現した捕虜もいた。3年以上捕虜だったジャスティン・オバーンは、34歳でタスマニア州選出のオーストラリア元老院議員となり、元老院議長を務めた。作家で政治学を教えるバージル・チャブ博士はドイツ上空で撃墜されてから15カ月をこの収容所で過ごした。ウェールズの保守党議員とエドワード・ヒース政権で閣僚を務める政治家の経歴を経た後にトーマス卿となったピーター・トーマスは、スタラグ・ルフト IIIを含め4年間の捕虜生活を送った。
歴史の記録という点で重要なことは、オーストラリア人ジャーナリストのポール・ブリックヒルが1943年から開放されるまでの間スタラグ・ルフト IIIに収容されていたことであった。1950年にブリックヒルは初めて『大脱走』に関する包括的なものを書き、これは後に有名な映画となった。続いて映画『殴り込み戦闘機隊』（原題：Reach for the Sky）で描かれたダグラス・ベーダーの伝記や第617「ダムバスター」飛行隊の活躍に関する本を著した。エーデル・ダムの爆撃を成功させた「ダムバスター」の一員であった英空軍のレイ・グレイソン（Ray Grayston）大尉も1943年から1945年までスタラグ・ルフト IIIに収容されていた。

## 「大脱走」
1943年春に英空軍のロジャー・ブッシェル少佐は、収容所からの大規模な脱走計画を考案し、それは1944年3月24日から25日の夜に実行された。
ブッシェルは英軍の航空兵が収容されていた北区画を統括しており、脱走委員会(the Escape Committee)を指揮して収容所の弱点と脱走機会を探ることに傾注していた。（脱走は捕虜の義務である以上、脱走の）計画を表明すべきという法律家である立場に基づいて、ブッシェルは脱走委員会を招集した。ブッシェルはその計画の規模で出席者を驚かせ、一人一人に脱走のためにあらゆる力を注入するという熱い決意を吹き込んだ。彼は力強く語った。
「この部屋にいる誰もが借りてきた時間を過ごしている。本来なら我々全員は死ぬべきだったのだ！ 神が我々にこの余分な時間を生き長らえさせてくれているのは、ドイツ野郎に生き地獄を味わわせてやるためだ……。北区画では脱走用の主トンネルの掘削に注力している。個別に企画されたトンネルは許されない。3本のクソ深くクソ長いトンネル、トム、ディック、ハリーを掘るのだ。どれかは成功する！」
もしドイツ側にこの中の1本が見つかっても歩哨は他に2本が同時進行しているとは想いもよらないであろうことから、これらのトンネルを同時に並行して掘ることには利点があった。この計画の最も革新的な側面は単に掘削の規模では無く、ブッシェルがこれらのトンネルで脱走させようとしていた人員の数であった。これまで計画されたどの脱走計画でも1ダースかせいぜい20名程であったが、ブッシェルが考えていたのは200名を越える数で、全員が民間人の服装であらゆる偽造書類や逃走に必要な道具を持つことになっていた。これは前例の無い企てであり、前代未聞の組織力が必要とされた。大脱走の立案者であるロジャー・ブッシェルは、秘匿名称の「Big X」を受け継いだ。トンネル「トム」は、ある建物の大広間の暗い角から掘り始められ、「ディック」の入り口は洗濯場の一つの排水溜めに巧妙に隠された。「ハリー」の入り口はストーブの下に隠された。600名以上の捕虜がトンネル掘削に関与した。

### トンネル掘削
地震計測用マイクロフォンによる探知を防ぐためにトンネルはかなり深い、地表から約30フィート (9 m)下に掘られた。このトンネルは非常に小さなもので僅か2フィート (0.6 m)四方しかなかったが、各トンネルには空気ポンプの収納場、作業場と中継地点として大きな空間が掘られた。トンネルの砂礫質の壁面は、収容所中から集められた木板で補強された。木板の主要な供給元は捕虜のベッドであり、当初1床のベッドは20枚の底板でマットレスを支えていたが、脱走の実行時には僅か8枚程が残されているだけとなっていた。木製の家具からも数多くの木板が集められた。

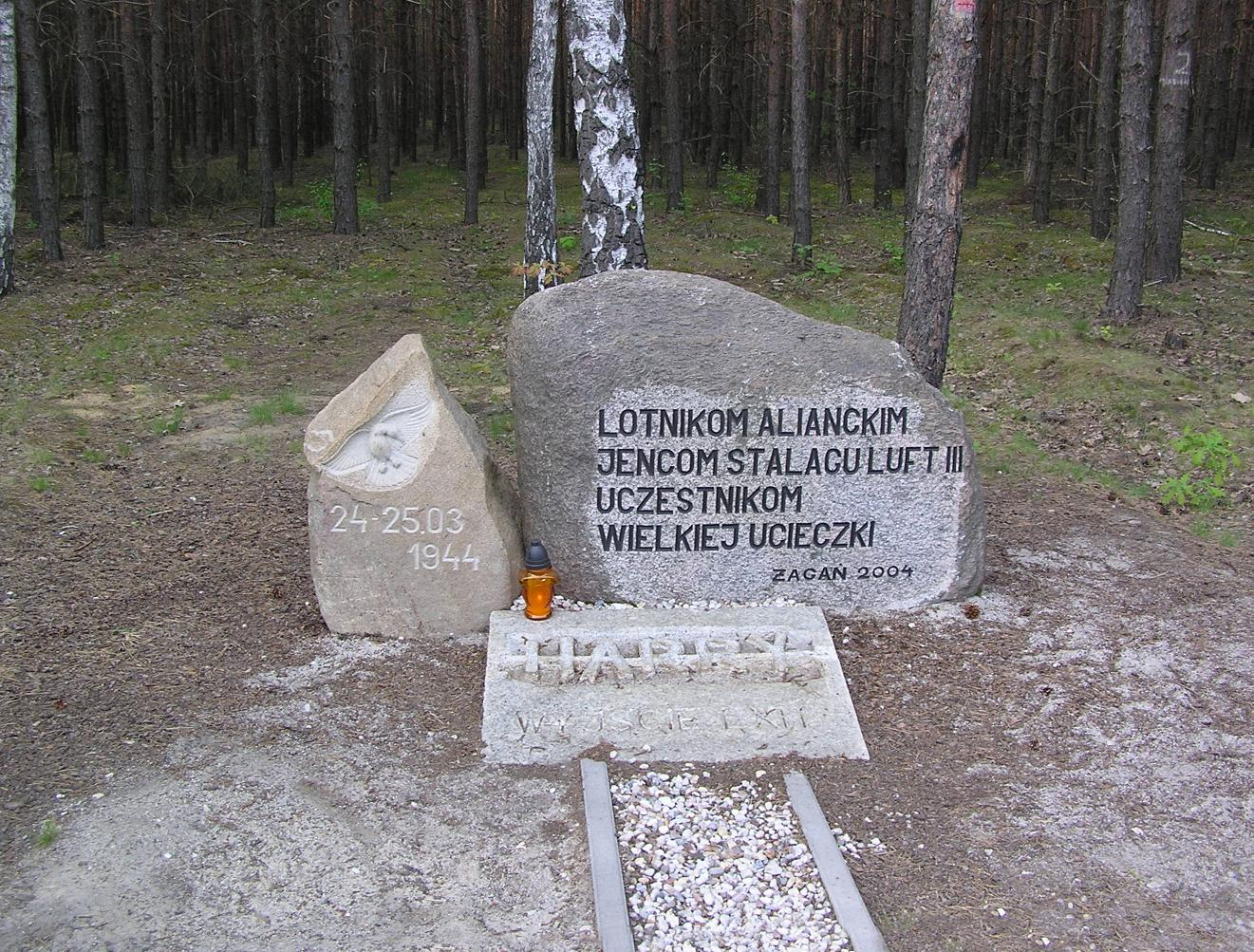
「ハリー」の終点

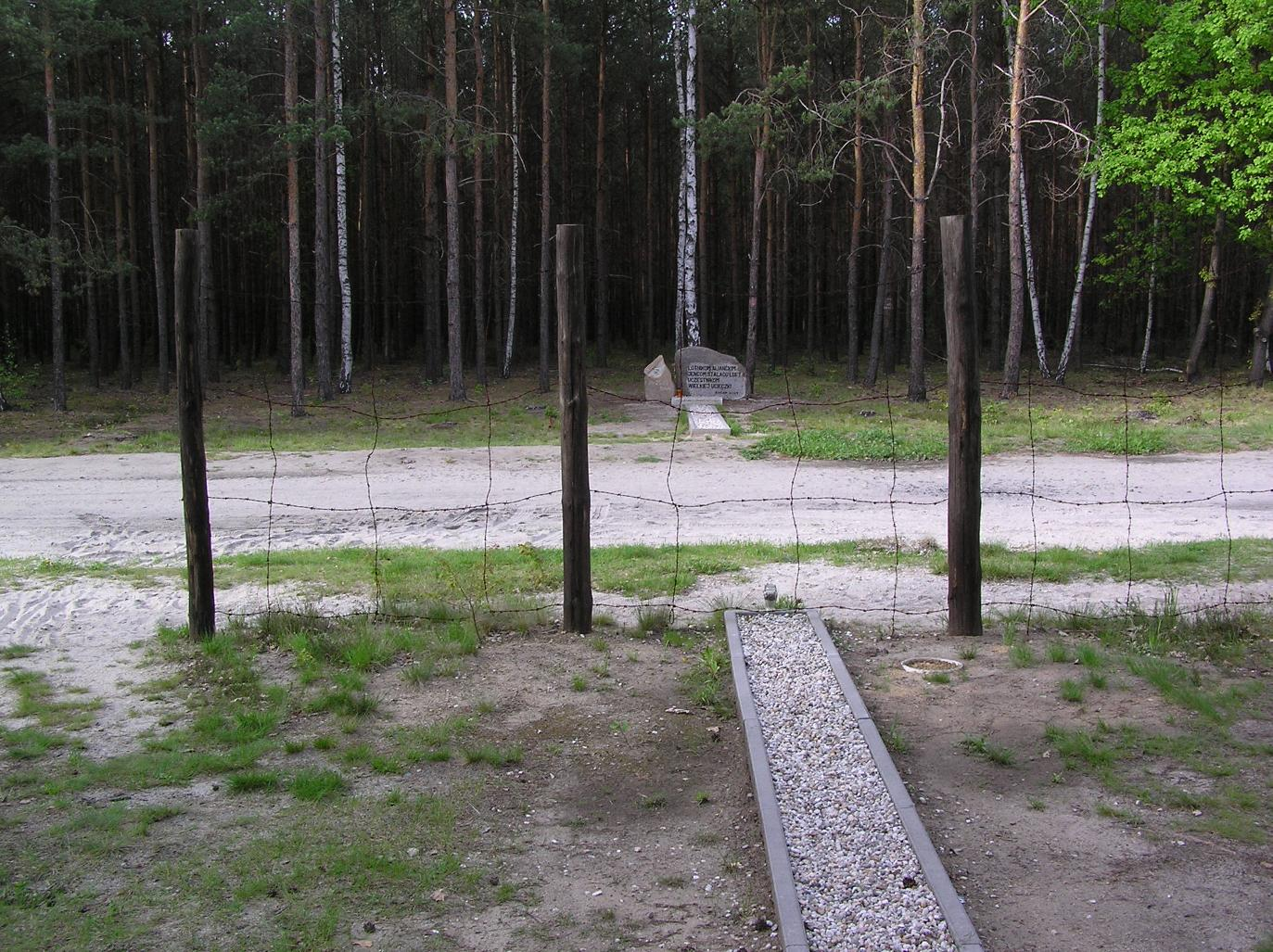
「ハリー」トンネルの終点の出口が如何に収容所の柵に近いかを示している。

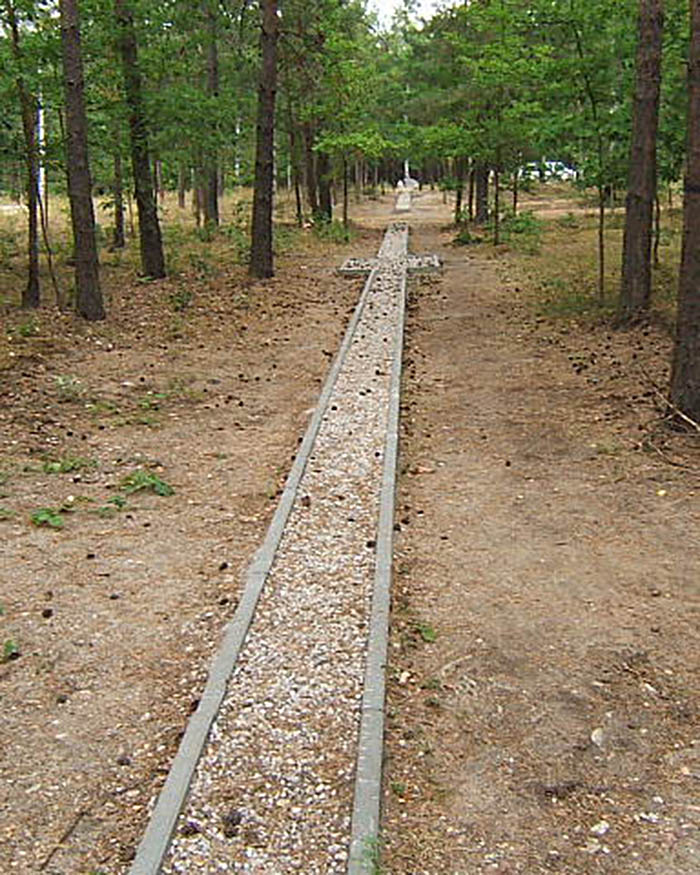
「ハリー」

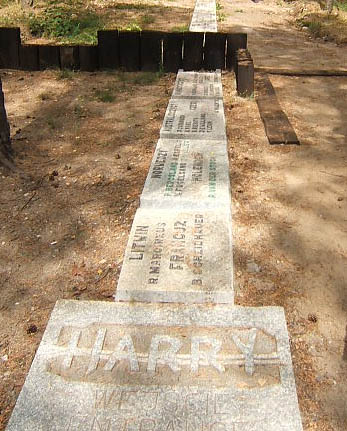
「ハリー」の入り口。建物の壁の跡が示されている。

その他にも様々な物が集められた。その一つが赤十字社から捕虜宛に支給された元々は粉ミルクが入っていたブリキ製のクリム缶であった。缶の金属は、様々な種類の工具やシャベル、ろうそく立てのような物に仕立て上げられた。ろうそくは収容所で出されるスープの表面に浮いた脂肪を濾し、小さなブリキ容器に入れて作り、ろうそくの芯には古く擦り切れた布地を利用した。しかし、クリム缶の主要な用途は3つのトンネル全てで広範囲に設けられた換気用ダクトへの利用であった。
トンネルが長くなるに連れ、作業を容易且つ安全に行えるように数多くの技術発明がなされた。ある重要な課題は、掘削作業者が呼吸し、その灯火を灯し続けるだけの十分な酸素を送り込むことであった。第37飛行隊のボブ・ネルソン（Bob Nelson）少佐の発明によるダクトを通じて新鮮な空気をトンネル内に送り込むポンプが製作された。ポンプの製作には、ベッドの主要部材、ホッケー・スティックや雑嚢といった奇妙な品がクリム缶と共に使用されていた。
後には電灯が設置され、電気は収容所の送電系統から拝借していた。掘削作業者は、より迅速に土砂を運べるように小型のトロッコもトンネル内に備え付けた。このトロッコは、12カ月間に凡そ140 m3（200トン）の土砂を運び出す重要な要素であり、掘削作業者が掘削現場に到着するまでの時間を短縮することにもなった。
捕虜は3本のトンネル分の土砂を捨てる必要があった。土砂を捨てるためにとられた通常の方法は、そっと地面に撒き散らすだけであった。古い靴下で作られた小さな袋が捕虜のズボンの内側に取り付けられていた。捕虜は歩きながら土砂を地面に撒き散らし、時には収容所内で栽培を許可された小さな菜園に捨てた。2人の捕虜が普通に会話をしながら一人が地表を掘り返し、もう一人が土砂を捨てた。捕虜は土砂入りの靴下でできる膨らみを隠すために外套を着ており、その様子が動物を思い起こさせるためペンギンと呼ばれた。25,000回に上ると思われる土砂捨て散歩のために200名以上の捕虜が募集された。
ドイツ側は何か重要な事態が進行していることに気付いていたが、トンネルを発見しようという全ての試みは失敗した。脱走計画を諦めさせる試みも行われ、計画に関わっている容疑の強い上位19名が予告なしにスタラグ VIII-Cへ移送された。しかし、この中でトンネル掘削に深く関与していたのは僅か6名であった。
ドイツ側がこの手法で土砂を捨てる捕虜を非常に的確に見逃さないようになってきたため、最終的に捕虜はこれ以上同様の方法で土砂を捨てることはできないと感じていた。「ディック」の出口になる予定の地点に収容所の拡張部分が建てられるとこのトンネルを埋め戻す作業が始められた。埋め戻しに使われた土は、他の2つのトンネルから出た土砂である。このため土砂の問題はしばらくの間は起こらなかった。トンネルの入り口は非常に巧妙に隠されていたため、「ディック」は地図、切手、偽造の旅行許可証、コンパスやドイツ軍の制服や民間人の背広といった衣類等の様々な種類の物を収納する倉庫にも使用された。驚くべきことに幾名かの友好的な歩哨が、列車の時刻表、地図や偽造するのに必要な多量の公式書類の入手に協力した。最初から民間人の服だったものの何着かは、煙草、コーヒー、チョコレートを賄賂に使いドイツ人スタッフから入手した。これらの品は、脱走した捕虜がより容易に（可能であれば列車で）収容所から立ち去ることに使用された。
後に捕虜は土砂を隠す場所に不足をきたし、雪が積もると土砂を地面に撒き散らすことはできなくなった。劇場の座席の下には巨大な囲われた空間があったが、劇場は捕虜の恭順宣誓の下に提供された道具や資材を使用して建てられており、恭順宣誓は不可侵（道具を決して他の目的に使用しないといったようなこと）のものと考えられていた。内部で「法的助言」が求められ、SBOは劇場自体は恭順宣誓に拘束されないという判断を下した。13番の座席が開閉式にされ、土砂の問題は解決した。
戦争が進行するに連れドイツの捕虜収容所には米兵捕虜の数が圧倒し始めた。ドイツ側は米軍航空兵専用の新しい捕虜収容所を建設することを決めた。米兵捕虜を含むなるべく多くの者を脱走させるために残された2本のトンネル掘削へ力が注がれたが、この急激な活発化が歩哨の注意を引き1943年9月に「トム」の入り口がこの収容所で発見された98番目のトンネルとなった。森に隠れてペンギンを監視していた歩哨がトムのあるバラックから土砂が運び出されることに気が付いたのであった。「ハリー」の作業は中止され、1944年1月まで再開されなかった。。なお発見された時期を同じくして、ロジャー・ブッシェル少佐発案の元、鉄条網切りによる単独の脱走が25名ほどにより試みられたが、鉄条網を切る時に見つかる等したため成功することはなかった。

### 「ハリー」トンネルの完成
「ハリー」は1944年3月に完成したが、幾人かがトンネル「トム」の掘削作業に従事していた米軍捕虜が7カ月早くもう一つの区画に移された。「大脱走」に参加した米軍の戦争捕虜は実際には一人もいなかった。好天が成功の大きな要因であるため事前にこの脱走は夏に決行されるように計画されていたが、1944年初めにゲシュタポが収容所を訪れ、脱走予防措置の強化を命じたためブッシェルはトンネルが完成し次第早急に脱走するように命じた。
トンネル掘削に参加した600名の捕虜のうち200名のみが脱走できる予定であった。捕虜は2つのグループに分けられ、「常習犯」（serial offenders）と呼ばれる最初の100名のグループは偽の身分を保証され、この中にはドイツ語を流暢に話せる者や脱走経験者が含まれていた。加えてこの中の70名はトンネル掘削に最も貢献したと考えられる者であった。2番目のグループの100名は成功の見込みはほとんど無く、参加を決めるためにはクジを引かねばならなかった。「ハード・アーサーズ」（hard-arsers）と呼ばれたこれらの捕虜はドイツ語をほとんど又は全く話せず、最小限の偽造証明書や道具しか身に付けていないため夜間に移動する必要があった。
捕虜は、漆黒の闇に紛れて立ち去れるように月の出ない夜になるまで1週間待たねばならなかった。ついに3月24日の金曜日に脱走計画は開始され、夜の訪れと共に脱走者はトンネルのある第104号バラックに移ってきた。捕虜にとり不運なことにハリーの隠し扉が凍り付いていることが分かり、ドアを開けるために1時間半の遅れが生じた。更に大きな妨げは、トンネルの長さが想定よりも短い距離で終わっていることであった。計画ではトンネルは森の直ぐ傍まで延びているはずであったが、午後10:30に最初の捕虜は木の茂りよりも手前の監視塔に近い場所で地上に出た（アラン・バーゲス：Alan Burgessの著書『The Longest Tunnel』によるとトンネルは計画通りに森には到達していたが、木の茂りが隠れるには不十分な程まばらであったという）。気温は氷点下で地面には雪が積もっており、捕虜が隠れるために這った後には黒い跡が残った。歩哨を避けるために計画された1分おきに1人の脱走のペースは落とされ1時間当たりに10人強とされた。100番以降の番号を割り当てられた捕虜は夜明け前に脱走できそうになかったので戻されることになった。各々のバラックに戻ろうとするところを発見されるかもしれないので戻る捕虜は自身の制服に着替えてから暫く睡眠をとった。その後、空襲により収容所の（トンネルも）照明が落とされ、更に脱走のペースが鈍った。午前1時頃にトンネル内で崩落が起こったが修復された。
これらの問題にもかかわらず76名がトンネルを這い抜け、とりあえずの自由を得た。3月25日の午前4:55、ついに77人目がトンネルから出てくるところを歩哨の一人に発見された。森の中にいた捕虜は駆け出したが、森の端までたどり着いたばかりのヴィクトリア十字章受勲者のレオナルド・トレント少佐は立ち上がり投降した。トンネルの入り口が何処か分からない歩哨はバラックの捜索を始めたが、これで捕虜は偽造書類を焼却処分する時間ができた。第104号バラックは最後に捜索されたバラックの一つであり、歩哨は犬を連れていたにもかかわらずトンネルの入り口を発見できなかった。最後に歩哨のシャルリ・ピルツ（Charlie Pilz）が出口からトンネルを遡ったが、反対側の端で閉じ込められてしまった。ピルツは助けを求め始め、捕虜は入り口を開けて助け出してやった。ついに入り口が判明した。
脱走者が直面した当初の問題は、彼らのほとんどが昼間になって駅が歩行者用地下トンネルの側壁の奥まったところにあることが分かるまで列車の駅を発見することができなかったことであった。その結果、彼らの多くは夜行列車に乗りそこない、徒歩での移動か昼間にプラットホームで列車を待つかのどちらかに決めざるを得なかった。もう一つの予期せぬ問題はこの3月がこの30年間で最も寒さを記録したことで、雪は5フィート (1.5 m)の深さに積もり、脱走者は森や原野に身を隠すことができずに道路を使うしかなかった。

### 脱走後
| 処刑された50名の国籍   |
| ---------------------- |
| 21名 英国人            |
| 6名 カナダ人           |
| 6名 ポーランド人       |
| 5名 オーストラリア人   |
| 3名 南アフリカ人       |
| 2名 ニュージーランド人 |
| 2名 ノルウェー人       |
| 1名 ベルギー人         |
| 1名 チェコスロバキア人 |
| 1名 フランス人         |
| 1名 ギリシャ人         |
| 1名 リトアニア人       |

脱走の後でドイツ側は収容所の総点検を行い、作戦が如何に広範囲な規模で行われたかを悟った。4,000枚のベッド用床板が無くなり、同様に紛失した物の明細は90床の2段ベッド、635個のマットレス、192枚のベッドカバー、161枚の枕カバー、52卓の20名用テーブル、10卓の一人用テーブル、34脚の椅子、76脚のベンチ、1,212枚のベッド用補強材、1,370枚の当て木、1,219丁のナイフ、478個のスプーン、582個のフォーク、69個のランプ、246個の水筒、30個のシャベル、1,000フィート (300 m)分の電線、600フィート (180 m)分の縄、3,424枚のタオルであった。1,700枚の毛布が1,400個以上のクリム缶と共に使用されていた。ドイツ人作業員がいない間に放置されていた電線が盗まれていたが、盗難の報告はされていなかった。この作業員達はゲシュタポにより処刑された。脱走事件以後1床のベッドにつき僅か9枚の底板しか支給されず、これも歩哨により定期的に点検された。
76名の脱走者のうち73名が逮捕された。当初、ヒトラーは見せしめとして脱走者だけでなくフォン・リンダイナー所長、収容所を設計した建築家、脱走時に任務に就いていた収容所の保安将校と歩哨も銃殺に処することを望んでいた。ヘルマン・ゲーリング、カイテル元帥、ヴェストホフ（Westhoff）少将と戦争捕虜に対する責任を負う部門の長であるフォン・グラフェニッツ（von Graevenitz）少将の全員がジュネーブ条約違反となるような処刑に反対した。最終的にヒトラーは気持ちを収めて、代わりにヒムラーに脱走者の半数以上を処刑するように命令した。ヒムラーは人選をアルトゥール・ネーベ将軍に任せ、ネーベはまずポーランド人と東欧の脱走者全員を選んでから残りを無作為に選び出したらしい。50名の脱走者が単独か2名単位で処刑された。
残り23名の脱走者がその他の収容所に送られる前に捕虜のボブ・ネルソン（Bob Nelson）は、同姓のネルソン提督との縁戚関係を信じたらしいゲシュタポにより他の捕虜とは別にされ、友人のディック・チャーチル（Dick Churchill）もおそらく同様の理由により別にされた。17名が「スタラグ・ルフトIII」に戻され、4名はザクセンハウゼン強制収容所に送られた。ザクセンハウゼンの4名は3カ月後に再びトンネルを掘って脱走したが、数週間で再逮捕され連れ戻された。2名はコルディッツのオフラグ IV-Cに送られた。

### 大脱走に参加した連合国軍航空兵の一覧
脱走した将校の完全一覧

#### 脱走成功者
- ペール・ベリスランド、英第332飛行隊のノルウェー人パイロット
- イェンス・ミューラー、英第331飛行隊のノルウェー人パイロット
- ブラム・ヴァン・デル・ストック、英第41飛行隊のオランダ人パイロット

ベリスランドとミューラーがまずボートで中立国のスウェーデンへ脱出し、ヴァン・デル・ストックはフランスを抜けてスペインの英国領事館に保護を求めた。

### 捜査と影響

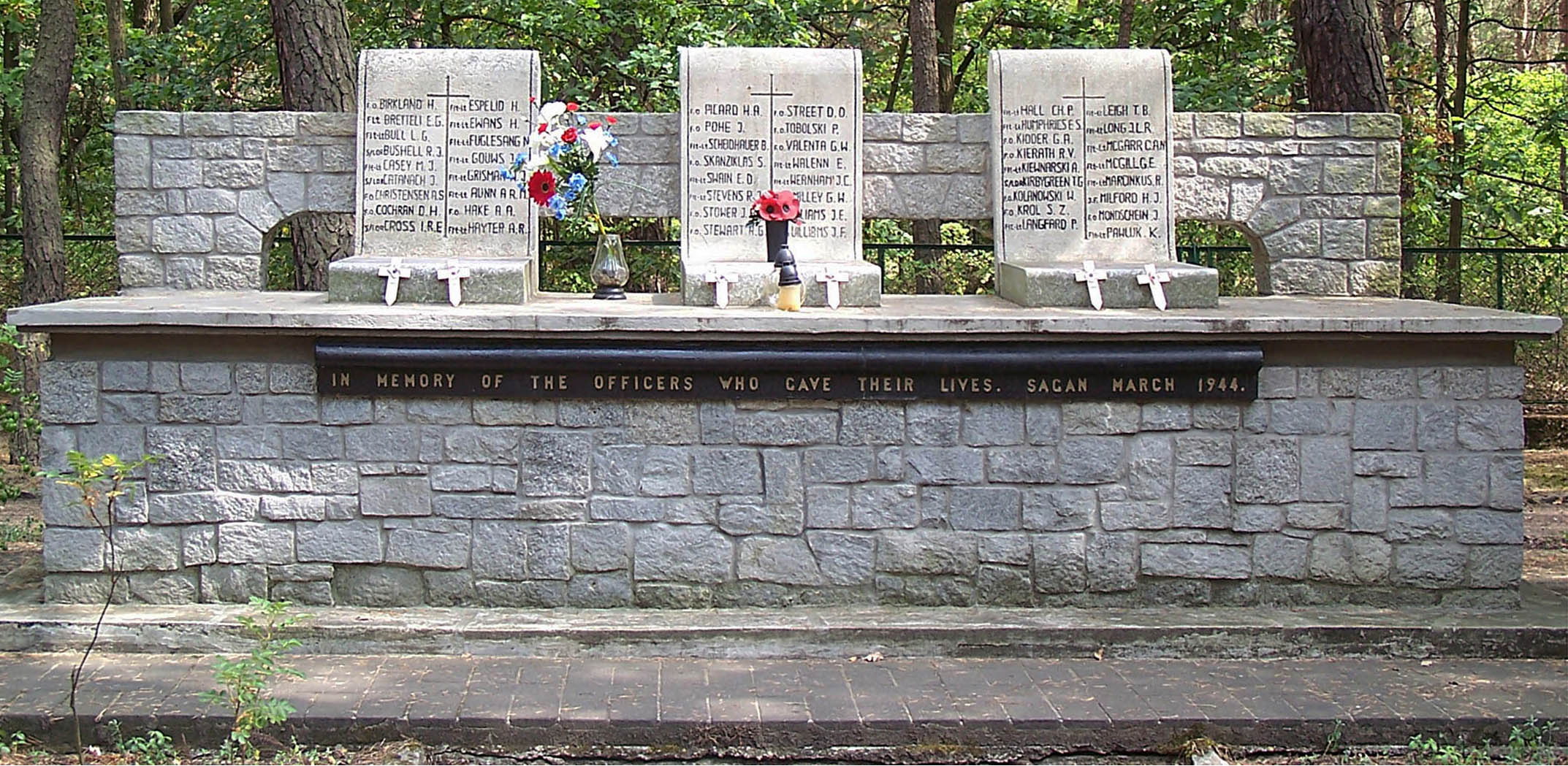
ザーガンへ向かう途上にある亡き「50名」の記念碑

ゲシュタポが脱走の捜査を行ったが、脱走に関する目ぼしい新たな情報は見つからなかった。収容所長のフォン・リンダイナーは解任され、軍法会議にかけられるところであった。精神疾患を装い収監を回避したフォン・リンダイナーは、歩兵部隊の副司令官を務めていた時にベルリンに向け進軍してくるソ連軍との戦いで負傷した。終戦時にフォン・リンダイナーは英軍部隊に投降し、2年間「ロンドン監獄」（"London Cage"）として知られる英国の刑務所に収監された。英国のSIBが50名の脱走者の処刑に関する調査を行ったときにフォン・リンダイナーは証言を行った。元々ゲーリングの参謀の一人であったフォン・リンダイナーは、退役申請が認可されなかった後ザーガンの収容所長に任命されていた。捕虜の取り扱いに関するジュネーブ条約を遵守したフォン・リンダイナーは捕虜の上級将校から尊敬を受けていた。フォン・リンダイナーは1947年に釈放され、1963年に82歳で死去した。
1944年4月6日に新しい「収容所長」のエリッヒ・コルテス（Erich Cordes）中佐は、41名の脱走者が逮捕に抵抗して射殺されたというドイツ軍最高司令部からの公式な連絡を受け取った旨を英軍捕虜の先任将校に通知した。後にコルテスはフランツ・ブラウネ（Franz Braune）大佐と交替した。ブラウネはそれ程多くの脱走者が殺されたことに酷くショックを受け、収容所に残っていた捕虜に慰霊碑を建立することを許可し、ブラウネ自身も寄付をした。慰霊碑は現在もそこにある。
銃殺された捕虜を選別した人物であると信じられているアルトゥール・ネーベは、後に7月20日のヒトラー暗殺計画への関与により処刑された。
英国政府は脱走者死亡の件を5月に利益保護国としてスイス当局が行った収容所への定期訪問で知り、外務大臣のアンソニー・イーデンは1944年5月19日に庶民院にこの知らせを発表した。この発表後間もなく収容所で英軍の先任将校であったハーバート・マッセイ大佐が健康上の理由で英国に送還されてきた。帰国するとマッセイは脱走の状況と逮捕された脱走者の処刑の真相を政府に報告した。6月23日にイーデンは議会に戦争が終結したらこの件の責任者に戒めの裁きを行うことを確約した。戦争が終わると英空軍の調査局により大々的な犯人検挙が行われた。
米軍大佐のテルフォード・テイラーは、ニュルンベルク裁判の国防軍最高司令部裁判で米側の検察官であった。この裁判では陸軍総司令部と国防軍最高司令部が犯罪者集団として訴追され、その証人は生き残った数人のドイツ軍の元帥とその参謀達であった。訴追された犯罪の一つがザーガンの50名の処刑の件であった。国家元帥ヘルマン・ゲーリングの参謀であったドイツ空軍のベルント・フォン・ブラウヒッチュ大佐は、この処刑に関してホレース・ハーン大尉に尋問された。脱走者の処刑に関与した数名のゲシュタポ将校が死刑に処され、投獄された。